# Daniele Garella
Daniele Garella (Firenze, 8 maggio 1961 – San Vincenzo a Torri, 8 dicembre 2024) è stato un compositore, poeta e scrittore italiano.  È noto in particolare per le sue composizioni musicali ispirate alla spiritualità e al benessere interiore.

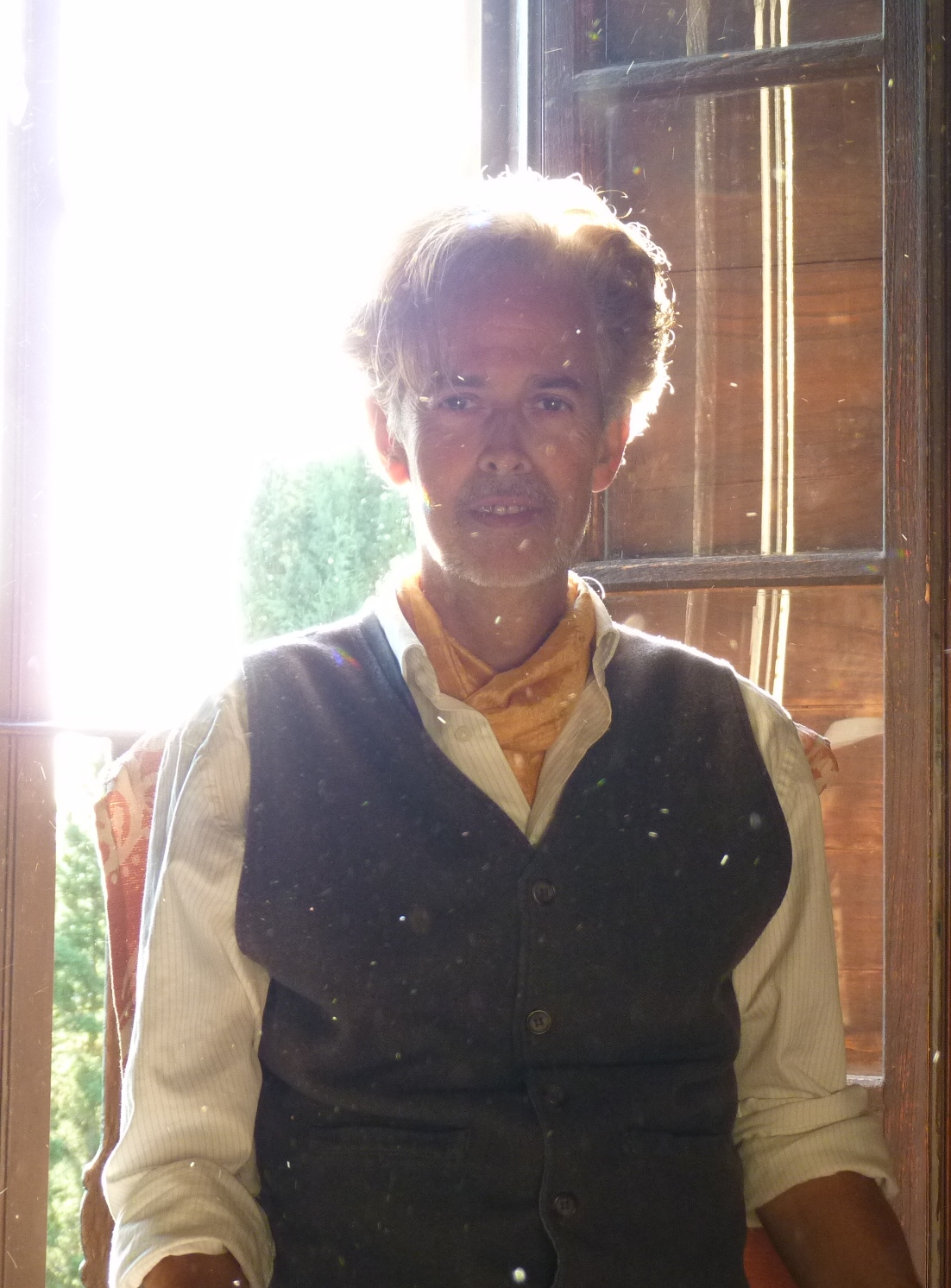
Daniele Garella

È considerato uno dei principali compositori italiani contemporanei per Arpa classica e, per questo strumento, è uno degli autori più noti ed eseguiti al mondo. La sua musica è attualmente presente in 63 CD, editi da case discografiche come Sony-BMG , Oreade Music, Universal Records.
Nel 2021 il Centro Studi Luigi Dallapiccola lo ha ufficialmente inserito nell’Archivio del 900 musicale fiorentino, riconoscendolo come uno dei compositori del 900 più importanti della Toscana, attivi a Firenze e nella provincia di Firenze.

## Biografia
Garella ha iniziato lo studio del pianoforte all'età di 9 anni e già all'età di 12 anni si esibisce in pubblico eseguendo al pianoforte sue composizioni. Durante l'ultimo anno di liceo, è stato ammesso al Conservatorio Luigi Cherubini di Firenze, dove ha studiato composizione con Gaetano Giani-Luporini, Rosario Mirigliano, Carlo Prosperi e Riccardo Antonino Luciani. Si è diplomato in Armonia Contrappunto e Fuga (1987), in Composizione e in Direzione Corale (1989)
Contemporaneamente agli studi accademici presso il Conservatorio, si laurea, presso l'Università degli Studi di Firenze, in Lettere moderne, indirizzo in Storia della musica, con una tesi sul compositore milanese, di adozione fiorentina, Ugalberto de Angelis (1932-1982), allievo del compositore Roberto Lupi.
Dal 1990 al 1993 collabora all'organizzazione di spettacoli musicali per l'Associazione A.Gi.Mus di Firenze, e tiene una serie di conferenze di Storia della Musica, sia per la suddetta Associazione che per l'Università degli Studi di Firenze, Facoltà di Scienze della Formazione.
Nel 1992, assieme a Letizia Putigniano, cura la prima edizione a stampa di una sacra rappresentazione di Antonia Pulci (Come San Francesco convertì tre ladroni et fecionsi frati, che si suppone sia stata scritta nel 1492), curandone altresì la rappresentazione e la regia, assieme ad Arnoldo Foà e al gruppo di musica medievale Micrologus. La rappresentazione, patrocinata dal Ministero dei Beni Culturali, fu realizzata a Firenze con il finanziamento del Comitato nazionale per i festeggiamenti in onore di Lorenzo il Magnifico nel cinquecentenario della sua morte, in collaborazione con l'Accademia Musicale Chigiana. La pubblicazione è edita dall'Associazione Agimus di Firenze, ed è stata assunta nel registro cronologico della Biblioteca medicea laurenziana di Firenze nel 1993, con il numero 149273.
Dal 1993 al 2013 è stato docente di Letteratura poetica e storia del teatro musicale presso il Conservatorio Pietro Mascagni di Livorno, dedicandosi in particolare al teatro greco e alla mitologia greca.
Dal 1993 al 2024 è stato Direttore artistico del Festival Musica in Villa , che si svolge ogni anno presso la Villa di Vico, dimora storica del XV secolo, all'interno della programmazione culturale del Comune di Scandicci.
Nel 1998 compone le musiche di scena per la rappresentazione (4 luglio) del Comus di John Milton, per la regia di Lucilla Bernardini (interpreti Emanuela Tesch, Federica Somigli, Gherardo Bracco, Beatrice Bianchi, Emanuele Stolfi, Leonardo Biffoli, Nicola Gervino), con l'Orchestra da Camera Fiorentina.
Dal 2013 è stato cofondatore e vice-presidente della Fondazione Internazionale Omraam Onlus, Fondazione dedicata allo studio dell'insegnamento del filosofo franco-bulgaro Omraam Mikhaël Aïvanhov.
Dal 2015 al 2022 è stato presidente dell'Associazione non lucrativa Cuore del Mali, sezione italiana dell'Associazione tedesca Mali Kinderhilfe, che si occupa di trovare sostegno per aiutare i bambini di strada del Mali.
Dal 2014 al 2017 fa parte della Giuria del Premio internazionale Suoni d'Arpa, istituito dall'Associazione Italiana dell'Arpa. Dal 2014 a tutt'oggi la sua musica è "brano d'obbligo" al Premio internazionale Suoni d'Arpa di Saluzzo.
Nel 2015 è cofondatore della Casa editrice Stella Mattutina Edizioni, ed è stato Direttore artistico della Collana Arpeggiando  che pubblica spartiti e saggi dedicati all'Arpa.
Stella Mattutina Edizioni ha pubblicato i suoi ultimi tre Cd: Shamanic Songs (2020; arpa e voce), Nel dolce tempo (2023; arpa) e Canto nel Vento (2024; per arpa e flauto), oltre che le sue principali opere letterarie.
Nel 2025 l'Associazione Italiana dell'Arpa ha indetto un Concorso internazionale di composizione per Arpa intitolato a suo nome.

## Opere e attività artistica

### Attività compositiva
Pur avendo iniziato a comporre all'età di 12 anni e aver prodotto sue opere anche durante gli anni del Conservatorio (tra cui la più nota è stata Altatò, presentata in prima assoluta sulla rete televisiva RAI 3, nell'aprile del 1984, con Garella al pianoforte, Gisele Alberto soprano, e Volfango Dami al violoncello), la sua carriera compositiva entra nel vivo, a livello internazionale, nel 1995, quando entra a far parte della più importante Label europea di musica New age, la Casa discografica olandese Oreade Music, con la quale pubblica tre compact disc: Healing River (1996), The Healing Source (1997), Healing Music (1999); quest'ultimo, nel 2000, è stato premiato dalla rivista  italiana New Age & New Sounds come "uno dei 10 migliori album di musica New age italiana di tutti i tempi". Ciascuno di questi tre album presenta 14 brani inediti eseguiti da artisti provenienti dalle Orchestre del Maggio Musicale Fiorentino e del Teatro alla Scala. Oreade Music colloca brani tratti da questi tre CD anche in 33 CD compilations.
Nel 2007 inizia una collaborazione artistica con la Casa discografica italiana Fenice Diffusione Musicale, con la quale nascono tre nuovi album: Alquimia (giugno 2007), Logos (novembre 2007) e Aleph (giugno 2009), quest'ultimo interamente dedicato a composizioni per pianoforte.
Nel luglio del 2011, con la Casa discografica La Tosca, esce il disco Laudate Lux, per soprano e arpa tripla barocca, eseguito all'arpa da Andrew Lawrence-King. Nel luglio 2015 esce il disco Le Jardin Féerique interamente dedicato all'arpa, con Emanuela Degli Esposti come esecutrice. Nel 2016 esce Heliopolis, sempre per arpa, con esecutrici Emanuela Degli Esposti e la giovane star internazionale Nadja Dornik.
Le sue musiche sono attualmente presenti in 63 Compact disc compilation, insieme ad artisti quali, fra gli altri, Pavarotti, Era, Andreas Vollenweider, Alan Parson Project, Dulce Pontes, Mike Rowland, Vangelis, Noa, Carreras, Celin Dion etc., e sono pubblicate anche da Case discografiche come Azul Music (Brasile), San Pablo Media (Spagna), Ozella Music (Germania), Arts (Germania), Vivat (Inghilterra), New Sound (Italia).
Artisti a livello internazionale hanno eseguito ed eseguono la musica di Daniele Garella; fra questi, dall’Orchestra e dal Coro del Maggio Musicale Fiorentino: Gabriella Cecchi (Soprano), Patrizia Bini (Arpa), Anita Garriot (Clarinetto), Paolo Nardi (Oboe); dal Teatro alla Scala: Folco Vichi (Flauto), Serena Farnocchia (Soprano), Francesco Maria Parazzoli (violoncello); star internazionali del Pianoforte, come Gregorio Nardi (Italia), e dell’Arpa come Andrew Lawrence-King (Inghilterra), Ieuan Jones (Inghilterra), Nadja Dornik (Serbia), Joost Willemze (Olanda), Eve Lung (Hong Kong), Silke Aichhorn (Germany), Emanuela degli Esposti (Italia), Evelin Graeblo (Slovenia), Claire Thai (Usa).
Su Youtube si trovano più di 100 video dedicati alla musica di Daniele Garella, che è presente anche in tutte le piattaforme digitali musicali.
Nel 2005 il video Le Ali della Qualità interamente musicato da Daniele Garella, realizzato dalla Stranemani e prodotto dalla Regione Toscana, ha vinto il Premio Mediterraneo Video Festival (Paestum).
Dal 2015 al 2025 l’International Harp Contest in Italy “Suoni d’Arpa”, stimato uno dei tre più importanti concorsi per Arpa d’Europa, ha scelto le composizioni di Daniele Garella come brani d’obbligo per i suoi concorrenti.
I suoi spartiti sono editi da Casa editrice Stella Mattutina Edizioni e sono reperibili (in formato cartaceo e digitale) su Harp Column Music (USA), la più conosciuta rivista mondiale per Arpa, che gli ha dedicato una pagina di riferimento.

### Linguaggio musicale e appartenenza stilistica
Daniele Garella si colloca nell’ambito della corrente musicale neoclassica contemporanea, con una produzione musicale che si distingue per un forte orientamento introspettivo e spirituale. La sua opera è spesso accostata a quella di compositori come Ludovico Einaudi, Max Richter, Ólafur Arnalds, Jóhann Jóhannsson, Peter Kater e Michael Nyman, per l’uso di strutture armoniche semplici, reiterative ma non banali, capaci di evocare stati meditativi e atmosfere sospese. Sebbene la sua musica non rientri nell’alveo della minimal music in senso stretto, ne condivide alcuni tratti, soprattutto per quanto riguarda il desiderio di comunicare con un pubblico ampio attraverso forme musicali accessibili e immediate.
Strumenti e forme
La scrittura di Garella privilegia il pianoforte solista, l’arpa solista e piccoli ensemble da camera, spesso arricchiti da archi, arpa, flauto o voce. I brani sono generalmente brevi, di forma ternaria o a sviluppo libero, con titoli evocativi che richiamano immagini naturali, o stati interiori di pace e serenità. L’approccio compositivo è quasi sempre orientato alla melodia come veicolo di senso emotivo e simbolico, con un uso parsimonioso della dissonanza. Questo lo distingue da altri autori neoclassici più orientati verso l’astrazione, come ad esempio Philip Glass.
Estetica spirituale
Uno degli aspetti più caratteristici della musica di Daniele Garella è la sua vocazione spirituale. Molte delle sue composizioni sono concepite come veri e propri “brani meditativi”, spesso nati in relazione a testi poetici o momenti rituali. Tale orientamento si manifesta anche nella scelta timbrica e nella costruzione degli spazi sonori, che privilegiano la trasparenza, la luce, il silenzio come parte integrante della musica. In questo, Garella si avvicina alla ricerca sonora di Arvo Pärt, con il quale condivide una sensibilità spirituale e una scrittura essenziale, orientata a un ascolto meditativo, e alla tradizione musicale che si ispira a ideali contemplativi, come quella di G.I. Gurdjieff e Thomas de Hartmann. Tuttavia, mentre Pärt è legato al minimalismo sacro, Garella si muove in un contesto più affine alla musica neoclassica contemporanea, con una vena lirica e tonale che lo distingue.
Garella predilige infatti forme essenziali, armonie tonali e progressioni melodiche fluide, capaci di evocare un senso di quiete interiore e di ricerca del sacro, spesso ispirate da testi poetici o tematiche di ispirazione spirituale. La sua musica, pur mantenendo radici nella tradizione classica europea, dialoga con le istanze della cosiddetta “modern classical” o “neoclassical ambient music”, connotandosi però per un orientamento personale connesso alla dimensione poetica e metafisica del suono.
La sua opera rappresenta dunque una via italiana alla musica neoclassica d’ambiente, più intimista rispetto all’approccio cinematografico di Richter o Jóhannsson, ma è altrettanto capace di creare narrazioni emotive attraverso un linguaggio musicale essenziale. A differenza di molti compositori legati al filone ambient new age, Garella mantiene un forte legame con la tradizione colta occidentale, pur avendo aperto la propria opera a contaminazioni spirituali e poetiche di respiro internazionale.

### Attività letteraria
Nel luglio del 2005 ha iniziato la sua carriera come narratore, pubblicando con le Edizioni il Punto d'Incontro il suo primo romanzo storico Jordan Viach il Cataro, che ha avuto una prima ristampa nel 2006, e poi una nuova edizione con Hachette, per le edicole italiane, nel 2007, e un'ulteriore ristampa per Hachette nel 2008.
Nel 2017 Daniele Garella completa la sua opera dedicata ai Catari con un saggio dal titolo A Montségur, sull'ultima roccaforte catara, il Castello di Montségur; nello stesso anno la Casa editrice Stella Mattutina Edizioni pubblica, con il titolo Il libro Segreto di Jordan Viach, una terza edizione del romanzo, dove risulta unita la prima parte, Jordan Viach il cataro, assieme alla seconda parte del romanzo, inedita, A Montségur.
Grazie al testo teatrale Odèion Daniele Garella vince, nel dicembre del 2007, il Premio Letterario Firenze per le Culture di Pace  dedicato a Tiziano Terzani; il testo è stato pubblicato nello stesso anno dalla Regione Toscana e nel 2015 dalla Casa editrice Stella Mattutina Edizioni.
Nel 2022 pubblica il saggio La Scuola di Melchisedek, alle radici dell'Insegnamento di Omraam Mikhaël Aïvanhov, con la Casa editrice Stella Mattutina Edizioni.
Nel 2024 è finalista alla XVIII edizione del Premio internazionale "Mario Luzi", con la sua silloge di poesie dal titolo Harmonia Mundi, pubblicato da Stella Mattutina Edizioni nel 2021. 

### Morte
Daniele Garella è morto improvvisamente nel sonno, nella sua residenza di San Vincenzo a Torri, in provincia di Firenze, l'8 dicembre 2024.   

## Composizioni

### Voce e strumento
- Altatò (1984; piano, voce, violoncello)
- Canto nel vento (1995; arpa, soprano)
- Aria di Primavera (1996;arpa, soprano)
- Waves (1996; arpa, soprano)
- Waves2 (1996; arpa, soprano)
- Sera nel Giardino (1996; arpa, soprano)
- Harmonie du Soir (1997; soprano)
- Cancao para Helena (1997; arpa, soprano, flauto)
- Sweet Echo (1998; arpa, soprano)
- Sabrina (1998; arpa, soprano)
- Un Ange passe au dessus le Pont-Simon (1998; arpa, soprano)
- Back Shepherds (1998; arpa, soprano)
- Deux Anges Passent (1999; arpa, soprano)
- Sacred Dance (2001; arpa, soprano, gongs)
- Aria (2001; arpa, violoncello, soprano)
- Stella Mattutina (2002; arpa soprano)
- O Mar (2002; arpa, violoncello, soprano)
- Die Eiche Rauschet (2002, arpa, violoncello, soprano)
- Mystic Light (2002; arpa, soprano, gongs)
- Lux Angelorum (Nelkael, Omael, Rehael, Haziel, Lizrael, Elemiah; Poyel, Sitael, Aladiah; Eyael) (2008; arpa, soprano)
- Shamanic Suite (2017, arpa, voce)

### Arpa e arpa celtica
- Vol d'Hirondelles (1992; arpa)
- Ancora Insieme (1993, arpa)
- Chanson (1993; arpa)
- Viaggiando (1993; arpa)
- Paesaggio d'autunno (1993; arpa)
- Images of Isles (1994; arpa)
- Riviere, rifiorire (1994; arpa)
- Ancora (1996; arpa)
- Sanfter Wind (1997; arpa)
- Dance (1997; arpa)
- L'Aube a Montségur (1997; arpa)
- Paysage du Languedoc (1999; arpa)
- Lullaby (1999; arpa)
- Snowing (1999; arpa)
- Ecco la Primavera (2002; arpa)
- La Dousse Pensee (2002; arpa)
- Ceoll Caille (2007; arpa celtica)
- An Tra (2008; arpa celtica)
- Tirnanog (2008; arpa celtica)
- Rian (2008; arpa celtica)
- Tuile (2008; arpa celtica)
- Cetamon (2008; arpa celtica)
- Bonjour joyeux Myosotis(2013, arpa)
- Pour remercier la Lavande (2013, arpa)
- Au lever du soleil (2013, arpa)
- Le Vent caresse l'Amandier en fleurs (2013, arpa)
- Il pleut sur le Narcisses (2013, arpa)
- Les Fées dansent parmi les Anèmones (2013, arpa)
- Ballade des Cyclamens (2013, arpa)
- La Belle-de-nuit écoute le chant du Rossignol (2013, arpa)
- Hymne à la Rose (2013, arpa)
- Quelle joie apportent les fleurs du jardin (2013, arpa)
- Le bosquet de Lilas (2013, arpa)
- Claire de Lune (2013, arpa)
- Le lac aux Nymphèas (2013, arpa)
- Oh, fleurs parfumée de Gardenia (2013, arpa)
- Buddleja, fleur angelique (2013, arpa)
- Chères Marguerites vous etes l'allégresse (2013, arpa)
- Le Soleil se couche (2013, arpa)
- Ondas do mar (2013, arpa)
- Dans l'eau le rayons du Soleil (2014, arpa)
- Suite The Spirits of the 7 colours (2016, versione per arpa)
- La danzatrice di Izu (2015, arpa)
- Romance (2015, arpa)
- Preludio di Primavera (2016, arpa)
- Les Amants (2016, arpa)
- La Nuit au bord de la Rivière (2016, arpa)
- Les étoiles (2016, arpa)
- Nous sommes heureux ensemble (2016, arpa)
- September (2016, arpa)
- Here and Now (2016, arpa celtica)
- Far and Near (2016, arpa celtica)
- Fogur Gaithe (2016, arpa celtica)
- For You (2017, arpa)
- Con Gioia (2017, arpa)
- Nel Dolce Tempo (2018, arpa)
- First Day of May (2019, arpa celtica)
- A Romantic Walk in the Forest (2019, arpa celtica)
- How Marvellous running round and round (2019, arpa celtica)
- Celtic Lullaby (2019, arpa celtica)
- A Joyful Day (2019, arpa celtica)
- Chanson d'Amour (2020, arpa o arpa celtica)
- Promenade romantique (2020, arpa o arpa celtica)
- Arabesque (2020, arpa o arpa celtica)
- Quel bonheur de vous revoire (2020, arpa o arpa celtica)
- Le colline di Firenze (2021, arpa)
- Racconto d'autunno (2022, arpa)

### Pianoforte solo
- Variazioni (1973)
- Arpeggiato (1974)
- Elegia (1976)
- Pour Helena (1988)
- Sternglanz (1994)
- Giochi d'acqua in una sera d'estate (1997)
- Emozioni nel vento (1997)
- Aura Dulza (1997)
- Joy, Daniel (1997)
- Notte infinito desiderio di Stelle (1999)
- The Tempest (1999)
- Van den Winter tot de Lende (1999)
- Erscheinung (2002)
- Wind among the reeds (2002)
- Preise dem Engel die Welt (2002)
- Cervo (2009)
- Unicorno (2009)
- Toro Alato (2009)
- Fenice (2009)
- Danza sulle Nuvole dei 4 Animali Sacri (2009)'
- Au lever du Soleil (2011)
- Dans l'Eau les Rayons du Soleil (2011)
- Berceuse au coucher du Soleil (2012)
- Suite The Spirits of 7 colours (versione pianoforte 2015)
- Suite dei Quattro Elementi (2023)

### Strumento solista
- Die Raphaels Kravatte (1988; contrabbasso)
- Een gelukkige dag (1997; clarinetto)
- Aurora Borealis (2009; campane a vento)

### Duo e trio strumentale
- Danse un grotte du Sabarthes (1997; arpa, flauto)
- Sea Tales (1997; arpa, clarinetto)
- Mirth (1999; arpa, clarinetto)
- Insieme viaggiando (1999; arpa, oboe)
- Canto nel Vento 2 (1999; arpa, oboe, clarinetto)
- Zuzzerellando with my friends (1999; piano, arpa, oboe, clarinetto)
- E quanto mai dolce (2000; arpa, chitarra)
- Morgenrote (2001; arpa, flauto)
- Quam lo Rossinhols escria (2002; arpa, flauto)
- Sailing to Kweilin (2002; arpa, violino, piano, violoncello)
- Jeux sur la Sable (2002; arpa, salterio, flauto)
- Delos (2002; arpa, flauto)
- The Spirit of the Spring (2011; violino, violoncello)
- Heliopolis (2014, per trio di arpe)
- The New Spring (2017, violino, violoncello)
- Nel vento lieto sui giovani prati (2019, flauto e arpa)
- A New Day (2019, flauto e arpa)
- Sweet happiness (2020, quartetto o quintetto di arpe)
- Dreaming (2022, flauto e arpa)
- Mistral (2024, piano, violino e violoncello)

### Orchestra e/o coro
- Memorie del Canto Stellare (1983; 7 voci soliste femminili violoncello, organo)
- Gli Arcani del Mare (1986; orchestra, 4 voci soliste e coro)
- Das Rilkelied (1987; orchestra, 4 voci soliste e coro)
- Sentimento del Tempo (1988; quartetto voci maschili)
- Arrows of Time (1990; 12 voci soliste)
- Forest Song (2001; orchestra d'archi)
- Le Vent Chante (2008; soprano e orchestra d'archi)
- Grazie, Signore (2017, voce solista e coro a 4 voci)
- Benedicite (2019, voce solista e coro a 4 voci)
- Intorno a te (2022, soprano, coro e orchestra)

### Opera
- Comus (1998) – testo di John Milton

### Musica elettronica
- Comus (1998)
- Gardens (1998)
- Giostre (1998)
- Sax Marea (1998)
- Max (2002)
- Chevauchée (2004)
- Il Mare, le Stelle (2005)
- Max porta lei fiori (2005)
- Haeven Song (2005)
- Northen Light (2005)
- Cartone Stranemani (2005)
- Kate (2005)

## Discografia
- Healing River (Oreade Music, 1996)
- The Healing Source (Oreade Music, 1998)
- Healing Music (Oreade Music, 1999)
- Alquimia (Fenice Diffusione Musicale, 2007)
- Logos (Fenice Diffusione Musicale, 2007)
- Aleph (Fenice Diffusione Musicale, 2009)
- Laudate Lux (La Tosca, 2011)
- Images (Amadeus Arte, 2012)
- Le Jardin Féerique (La Tosca, 2015)
- Heliopolis (La Tosca, 2016)
- Shamanic Songs (Stella Mattutina Edizioni, 2020)
- Nel dolce tempo (Stella Mattutina Edizioni, 2023)
- Canto nel Vento (Stella Mattutina Edizioni, 2024).

## Arrangiamenti ed orchestrazioni
- Musiche di scena per l'Opera Comus di John Milton (1998)
- Forest Song (2002)
- Canto nel vento (2006)

## Pubblicazioni: scritti letterari, saggi
- Spazi umani, silloge di poesie (Remo Sandron, 1991)
- Come Francesco convertì i tre ladroni et fecionsi frati (Sacra rappresentazione di Antonia Pulci [1492], prima edizione a stampa a cura di D. Garella e L. Putignano, Ministero Beni Culturali, 1992)
- Gli Intermezzi di Carlo Goldoni, saggio, Remo Sandron, 1998.
- Montségur (nella rivista Medioevo Archiviato il 6 febbraio 2020 in Internet Archive., Rizzoli, 1999; pp. 25–30)
- Acchordare il tempo, testo poetico (Centro Culturale Firenze-Europa "Mario Conti", 1999; pp. 81–85)
- Jordan Viach, il cataro, romanzo storico (Il Punto d'Incontro, 2005)
- Jordan Viach, il cataro (Hachette, 2007)
- Odéion, sceneggiatura teatrale (a cura della Regione Toscana, 2008)
- Prontuario di Astrologia evolutiva (Edizioni Agartha, 2013; Stella Mattutina Edizioni, 2018)
- Odèion e Verso Eleusi, due sceneggiature (Stella Mattutina Edizioni 2016)
- Il Libro Segreto di Jordan Viach, romanzo storico (Stella Mattutina Edizioni 2016)
- Harmonia mundi. Contrappunti sull’umano viaggio, aforismi (Stella Mattutina Edizioni 2021)
- La Scuola di Melchisedeck. Alle radici dell'Insegnamento di Omraam Mikhaël Aïvanhov, saggio (Stella Mattutina Edizioni 2023)

## Pubblicazioni: spartiti musicali
- The Spirits of the seven colours e altre composizioni per pianoforte o arpa (Edizioni Agartha 2012)
- Lux Angelorum e altre musiche per arpa e strumento (Edizioni Agartha 2012)
- Celtic Suite e altre musiche per arpa o pianoforte (Edizioni Agartha 2012)
- Le Jardin Féerique, raccolta di musiche per Arpa solista (Stella Mattutina Edizioni 2015)
- Heliopolis, spartito per trio di Arpe (Stella Mattutina Edizioni 2015)
- Preludio di Primavera, spartito per Arpa (Stella Mattutina Edizioni 2016)
- Rian, spartito per arpa celtica (Stella Mattutina Edizioni, 2016)
- Suite Les Amants (5 composizioni per Arpa; Stella Mattutina Edizioni 2016)
- La Danzatrice di Izu e Le Soleil ce couche (due spartiti per arpa; Stella Mattutina Edizioni 2016)
- Con Gioia spartito per Arpa (Stella Mattutina Edizioni 2017)
- The Spirits of the Seven Colours (7 spartiti per Arpa solista, Stella Mattutina Edizioni 2017)
- Celtic Suite n.2 (3 spartiti per arpa celtica 2017)
- Preludio di Primavera (spartito per Arpa, Stella Mattutina Edizioni, 2018)
- Prontuario di Astrologia evolutiva (Stella Mattutina Edizioni, nuova edizione 2018)
- Suite Celtica n.3 (5 spartiti per arpa celtica, Stella Mattutina Edizioni 2018)
- Suite Celtica n.4 (5 spartiti per arpa celtica,Stella Mattutina Edizioni 2019)
- Suite Celtica n.5 (5 spartiti per arpa celtica, Stella Mattutina Edizioni, 2020)